# Hongkoustadion
Het Hongkou Voetbalstadion (vereenvoudigd Chinees: 虹口足球场; traditioneel Chinees: 虹口足球場; pinyin: Hóngkǒu Zúqiúchǎng) is een voetbalstadion in Shanghai. Het stadion is in 1999 geopend als vervanging van het gelijknamige, 46-jaar oude stadion op dezelfde plek. In 2007 werd de finale van het wereldkampioenschap voetbal voor vrouwen in het stadion gespeeld.
Het stadion is onder andere bereikbaar via het metrostation Hongkou Football Stadium.